# Magellan (sondă spațială)
Sonda Magellan, denumită și Sonda de Cartografiere a planetei Venus prin Unde Radar, a fost o sondă spațială robot având o greutate de 1.035 kilograme, lansată de NASA la 4 mai 1989, ca să cartografieze suprafața planetei Venus prin tehnica radar și să măsoare gravitația planetei. A fost prima misiune interplanetară lansată de pe o navetă spațială. 
Magellan a fost cea de a patra misiune NASA trimisă spre Venus și termina o pauză de unsprezece ani în explorarea interplanetară a SUA. Durata misiunii: 10 august 1990-12 octombrie 1994 (4 ani, 2 luni, 2 zile)

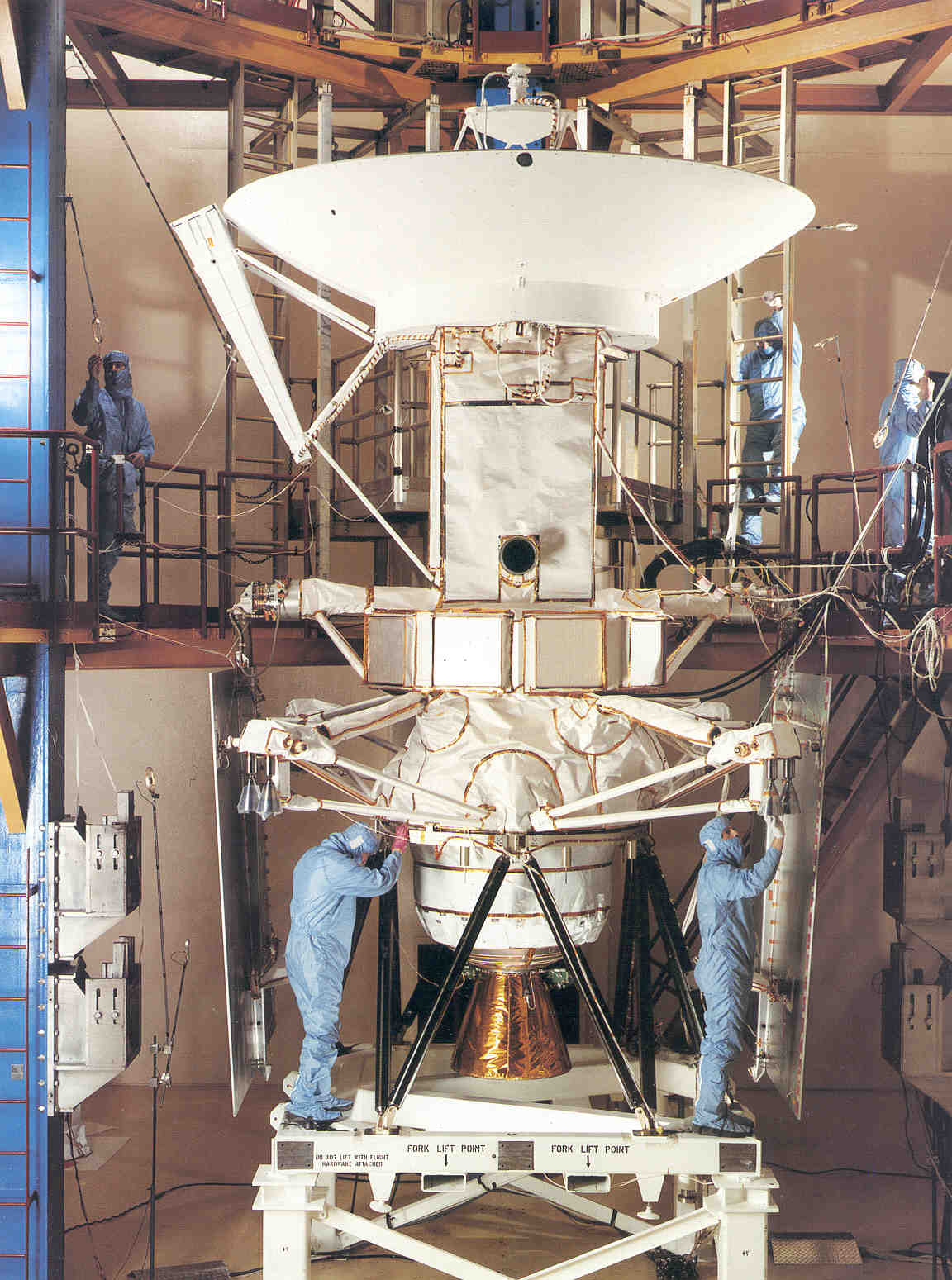
Magellan la Kennedy Space Center